# Chemisz

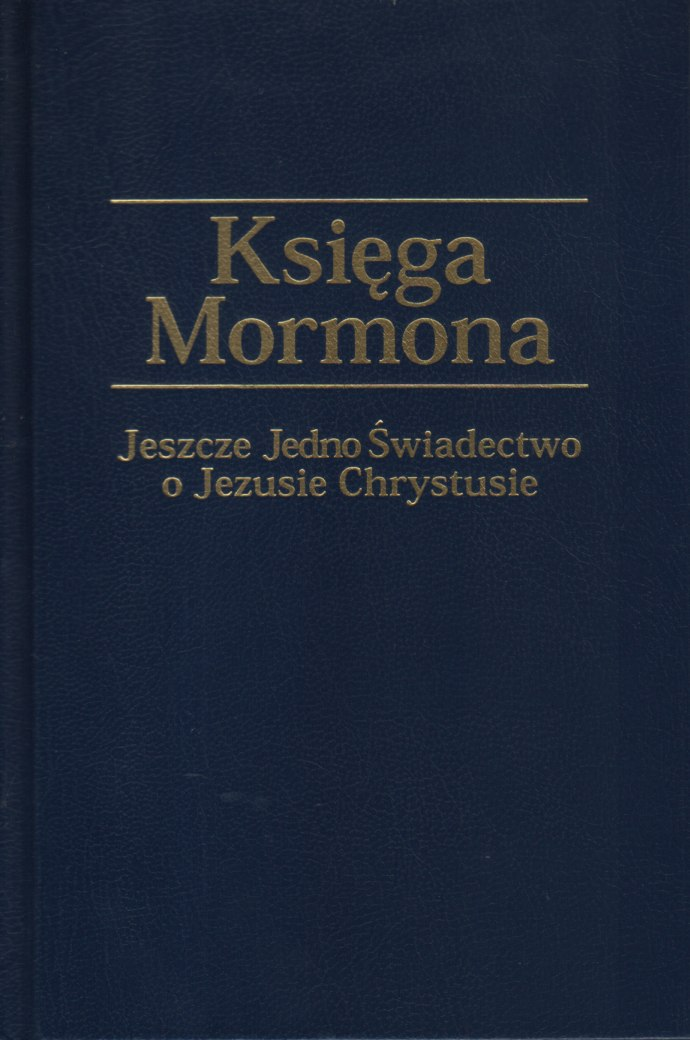
Księga Mormona, jedno z mormońskich pism świętych i jednocześnie źródło przekazu o Chemiszu

Chemisz (deseret 𐐟𐐀𐐣𐐆𐐟) – w wierzeniach ruchu świętych w dniach ostatnich (mormonów) neficki historyk i skryba. Potomek Jakuba, brata Nefiego, syn Omniego. Odpowiedzialny za sporządzanie przekazywanych pośród Nefitów zapisów, pozostawił po sobie jedynie bardzo lakoniczny materiał. Brat Amarona i ojciec Abinadoma. Jego życie oraz prawość są obiektem spekulacji mormońskich teologów. Wykorzystywany jest też przez apologetów tej tradycji religijnej. Imię Chemisz występuje wśród wyznających mormonizm Maorysów, sam Chemisz natomiast uwieczniony został w szerszej mormońskiej kulturze.

## Wymowa imienia
Wymowa tego imienia wzbudzała pewne zainteresowanie mormońskich badaczy. Zostało ono zresztą ujęte w przewodniku po wymowie, dołączanym do każdego egzemplarza anglojęzycznej wersji Księgi Mormona od 1981. Źródła wskazują niemniej na znaczną różnicę między wymową preferowaną i powszechną współcześnie a tą z wczesnego okresu kolonizacji terytorium Utah. Pierwotna wymowa, zwłaszcza ta stosowana przez Josepha Smitha, ma pewne znaczenie w badaniach nazw własnych występujących w Księdze Mormona, choć, na gruncie mormońskiej teologii, nie jest w nich czynnikiem decydującym. Do ustalenia wymowy używanej przez Smitha wykorzystuje się między innymi wydanie Księgi Mormona w alfabecie deseret z 1869.
Istnieją wszelako relacje ludzi posługujących w procesie nazywanym przez świętych w dniach ostatnich tłumaczeniem Księgi Mormona, które rzucają światło na to, jak Smith pierwotnie radził sobie z nieznanymi słowami. Hugh Nibley, powołując się na relacje skrybów Smitha, stwierdził, że „nigdy nie wymawiał on takich słów, zawsze poprzestając na ich przeliterowaniu”. Ściśle na gruncie mormońskiej teologii nie próbuje się dociekać pierwotnej wymowy tegoż słowa, podobnie jak nie prowadzi się takowych rozważań wobec słów i nazw nefickich jako takich.
Również na gruncie mormońskiej teologii zauważa się inherentną problematyczność wymowy nazw i imion przynależnych do tej mormońskiej świętej księgi. Ma to wynikać z tego, że żadne z nich nie zostało przekazane Josephowi Smithowi ustnie, z wyjątkiem może imienia Moroniego, który wszak przedstawił się Smithowi w wizji. Z doktrynalnego punktu widzenia sposób, w jaki bohaterowie Księgi Mormona wypowiadali te słowa, pozostał nieznany pierwszemu mormońskiemu przywódcy.

## Umiejscowienie w tekście Księgi Mormona
W ściśle teologicznym sensie relacja o Chemiszu zawarta jest w partii materiału określanej mianem mniejszych płyt Nefiego. Na kartach oficjalnych edycji Księgi Mormona, w tym tej obowiązującej od 1981, skryba ten i historyk wspominany jest w wersetach ósmym, dziewiątym i dziesiątym Księgi Omniego. Współcześnie używany system podziału na rozdziały i wersy sięga 1879. W jej pierwszym wydaniu bowiem, opublikowanym w 1830, wzmianki o Chemiszu były częścią rozdziału pierwszego Księgi Omniego. Ocenia się, że mówiący o Chemiszu materiał został spisany 28 czerwca 1829.

## Rola w tekście Księgi Mormona
Z dostępnego przekazu można wyłuskać stosunkowo niewiele danych na temat Chemisza. Wiadomo, że pochodził z rodu Lehiego, jako potomek Jakuba, brata Nefiego. Był synem Omniego i bratem Amarona, od którego też przejął odpowiedzialność za sporządzanie zapisów przekazywanych z pokolenia na pokolenie pośród Nefitów. Dziadkiem Chemisza był Jarom. Przekazany za jego pośrednictwem fragment jest wyjątkowo niewielki, w wydaniach anglojęzycznych liczy zaledwie 69 słów lub 70 słów. Nie zawiera ani nowego materiału doktrynalnego, ani nowych objawień czy proroctw. Komentatorzy wskazywali, że mogło to wskazywać na upadek moralny współczesnych Chemiszowi Nefitów, jak również na szerzące się wówczas odstępstwo. Nie da się  też z niego wysnuć żadnych informacji na temat jego życia prywatnego bądź też współczesnej mu nefickiej historii. Starszy George Reynolds w swym opublikowanym w 1891  A Dictionary of the Book of Mormon, Comprising Its Biographical, Geographical and Other Proper Names zauważył wszelako, że brat Chemisza musiał go uznać za godnego sprawowania pieczy nad świętymi zapisami, co za tym zaś idzie, za dobrego człowieka. Wiadomo, że synem Chemisza był Abinadom. On też przejął od niego obowiązek kontynuowania zapisu. Pozycja społeczna Chemisza, w przeciwieństwie do jego przodków, nie jest do końca jasna. Możliwe jednak, że przynależał do kasty tradycyjnie związanej z wojskowością, co wyjaśniałoby również, dlaczego należał do ludzi piśmiennych.
Alvin Knisley ze Zreorganizowanego Kościoła Jezusa Chrystusa Świętych w Dniach Ostatnich w swoim Dictionary of the Book of Mormon z 1909 uznał, że Chemisz żył w ziemi nefickiej. Przez Mormona, zgodnie z wierzeniami świętych w dniach ostatnich głównego redaktora tekstu źródłowego Księgi Mormona, Chemisz został uznany za proroka.

## W wewnętrznej chronologii Księgi Mormona
Życie Chemisza wedle badaczy Księgi Mormona przypada na okres o bardzo niepewnej i niejasnej oraz trudnej do ustalenia chronologii. Jednakże pojawiały się spekulatywne propozycje odnośnie do ram czasowych jego egzystencji, choćby 350–270 p.n.e.. Alvin Knisley ze Zreorganizowanego Kościoła Jezusa Chrystusa Świętych w Dniach Ostatnich w swoim Dictionary of the Book of Mormon z 1909 zakres czasowy całej Księgi umieszczał między rokiem 362 a 130 p.n.e..
Czyniono również bardziej konkretne spekulacje związane z chronologią życia tej postaci. Zakładano na przykład, jakoby pieczę nad płytami otrzymać miał około czterdziestego drugiego roku życia i zachować je aż do osiemdziesiątego piątego roku życia.

## W mormońskiej teologii oraz w badaniach nad Księgą Mormona
Istnienie Chemisza nie znalazło potwierdzenia w źródłach zewnętrznych. Językoznawcy związani z Kościołem Jezusa Chrystusa Świętych w Dniach Ostatnich rozważali etymologię imienia tego nefickiego historyka i skryby, wywodząc ją z języka hebrajskiego. Mormońska apologetyka utrzymuje zresztą, iż imię Chemisz jest poświadczone w starożytnych inskrypcjach hebrajskich. Wspominano je również w kontekście umieszczenia postaci i wydarzeń z Księgi Mormona w kontekście mezoamerykańskim. Zauważano, że relatywna łatwość jego zapisu przy pomocy majańskich glifów może świadczyć o asymilacji nefickiego pierwiastka kulturowego w środowisku zdominowanym przez rdzenne ludy Ameryki.
Lakoniczność zapisu pozostawionego przez Chemisza oraz innych skrybów tworzących Księgę Omniego wywoływała wśród mormońskich teologów dyskusje na temat ich prawości. Zauważano tu ślady moralnego upadku, a także braku odpowiedniego oddania. Okres, w którym Chemisz miał działać, określany bywa mianem wieków ciemnych. Chemisz i jego poprzednicy mieli pozostawić po sobie zwyczajne, mało znaczące treści, co odczytywano jako dowód, że zapomnieli o właściwym celu zapisów, jak również, że sprzeniewierzyli się w ten sposób instrukcjom pozostawionym przez Nefiego.
Nie wszystkie interpretacje aktywności Chemisza są jednak negatywne. Wskazywano, że jego proroczy status nie powinien był kwestionowany. Dodawano, że pozostał wierny przykazaniu danemu Jakubowi przez Nefiego. Przykazanie to, zawarte w wersetach od pierwszego do czwartego pierwszego rozdziału Księgi Jakuba, zawierało szereg zobowiązań o istotnych teologicznie implikacjach. Usprawiedliwiano preferowaną przez niego i jego przodków zwięzłość tym, że mniejsze płyty Nefiego były już niemal w całości wypełnione, a wyprodukowanie nowych płyt oraz dodanie ich do zbioru mogło być, z kilku różnych powodów, nie do pomyślenia. Uzupełniano wywód również i tym, że Chemisz, jako pochodzący z tego samego co Amaron pokolenia, nie chciał dodawać nowego materiału do treści pozostawionej przez brata. Stąd jego słowa są w zasadzie wyłącznie świadectwem o aktywności brata.

## W mormońskiej kulturze
Niezależnie od otaczających go spekulacji etymologicznych i teologicznych znalazł miejsce w mormońskiej kulturze. Imię Chemisz (w zapisie Kemihi) występuje wśród wyznających mormonizm Maorysów. Starszy Boyd K. Packer, członek Kworum Dwunastu Apostołów, wspomniał Chemisza w swoim przemówieniu z kwietnia 1986, poświęconym Księdze Mormona. Pojawia się on również w typowym dla świętych w dniach ostatnich humorze, stworzono choćby poświęcony mu plik GIF.
Chemisza, wraz z innymi skrybami tworzącymi treść Księgi Omniego, uwieczniono w Illustrated Stories from the Book of Mormon - Volume 4 wydanej w 2018.